# Шиповалова, Лидия Степановна
Шиповалова Лидия Степановна (19 марта 1937 года — 3 октября 2016 года, Москва) — член Комитета Верховного Совета Российской Федерации по делам женщин, охраны семьи, материнства и детства, член фракции «Россия» Член комиссии по депутатской этике. Участник работы парламентских групп «Россия», «Сотрудничество», «Медицинские работники». Врач высшей квалифмкационной категории. Участник международного форума «Женщины мира за здоровую планету» (1991, Майами). Член Комитета по правам человека Парламентской ассамблеи СБСЕ (1992—1993)

## Биография
Окончила Семипалатинский государственный медицинский институт.
Работала заведующей гинекологическим отделением Печорской районной центральной больницы в Коми АССР.
В 1990 году была избрана народным депутатом РСФСР, членом Совета Республики Верховного Совета РФ, была членом Комитета Верховного Совета по делам женщин, охраны здоровья, материнства и детства, член Комиссии по депутатской этике, принимала участие в работе фракций и парламентских групп «Россия», «Сотрудничество», «Медицинские работники», «Коалиция реформ».
2016 года 3 октября умерла в Москве.